# Велико литовско княжество
Великото литовско, руско и жемайтско княжество (на рутенски: Велїкое кнꙗзство Лїтовское; на полски: Wielkie Księstwo Litewskie; на латински: Magnvs Dvx Litvaniae, Rvssiae, Prvssiae, Samogitiae; на руски: Великое княжество Литовское, Русское и Жемойтское) е историческа монархическа държава в Източна Европа, съществувала от XIII век до 1795 г., когато територията ѝ е поделена между Руската империя, Прусия и Австрия.
Съществува между 1236 и 1795 г. Названието „Литва“ е записано за първи път в немски хроники през 1009 г. Великото княжество възниква в земите на балтийските племена през XIII век като езическа държава на княз Миндовг. То води постоянни войни със своите съседи: Златната орда и Московското княжество на изток, Тевтонския орден на запад, Полското кралство и Галицко-Волинското княжество (Руско кралство) на югозапад. Великото княжество се разширява значително от Балтийско море до Северното Черноморие през XIV век при управлението на Гедимин и неговите потомци. През 1385 г. великият литовски княз Владислав II Ягело подписва Кревската уния с Кралство Полша, обединявайки двете монархии под управлението на един владетел. През 1569 г., в резултат на Люблинската уния, Великото княжество се обединява с Полската корона във федеративната държава Полско-литовска държава. До 1569 г. Великото княжество е управлявано от наследствени монарси, които носят титлата велики князе на Литва, Рутения и Жемайтия, а след 1569 г. – от изборни монарси, които носят двойната титла крале на Полша и велики князе на Литва. Децентрализираната власт на местно ниво принадлежала на князе и благородници от различни националности. Поради упадъка на Полско-литовската държава през XVIII век през 1772 г. е извършена първата подялба на Полско-литовската държава. През 1792 и 1795 г., след втората и третата подялба, териториите на бившето Велико княжество са окончателно присъединени към Руската империя.
През 1387 г. княжеството приема християнството по римски обред. В културата на елита за известно време доминират русинския език (староукраински) и православието, които в края на XVI и XVII в. след Люблинската уния са заменени от полския език и католицизма. Основната част от документалните източници за историята на Великото княжество е запазена в Литовската метрика – архива на Държавната канцелария на Литва.

## Име
- Велико литовско княжество (на беларуски: Вялікае Княства Літоўскае, на литовски: Lietuvos Didžioji Kunigaikštystė, на рутенски: Великое Князство Литовъское, на латински: Magnus Ducatus Lituaniae, на полски: Wielkie Księstwo Litewskie) – кратко официално име.
- Велико литовско, руско и жемайтско княжество (на рутенски: Великое Князство Литовъское, Руское, Жомоитъское) – пълно официално име, от Първия литовски статус(на руски език) от 1529 г.[8]
- Велико литовско и руско княжество (на рутенски: Великое Князство Литовъское и Руское) – кратко неофициално име, често използвано в историографията за подчертаване на голямото влияние на руския елемент в историята на Великото княжество.

Името на държавата и титлата на владетеля (господаря) не били постоянни и се променяли в зависимост от промените в политическите граници и държавното устройство. В средата на XIII и началото на XIV в. държавата е наричана Литва. Така, великият княз Миндовг е коронясан като „крал на Литва“. След присъединяването на Киевското войводство и други земи на днешна Украйна към Литва, владетелят е титулуван като „крал на литвинците и много русини“. След включването на част от днешна Латвия, великият литовски княз Гедимин е титулуван като „крал на литовците и русините, владетел и княз на Земгале“. С придобиването на политическа автономия на Жемайтия през 1441 г. и статут на княжество, великият княз започва да използва титулатурата „велик княз... на всички Литвовски земи и Жемайтийски и много руски земи“. В Първия литовски статус(на руски език) от 1529 г. е написано: „Писаните права се дават на държавата на Великото княжество на литовските, руските, жемайтските и други (земи) чрез най-светлия пан Зигмунт – по Божията милост полски крал и велик княз литовски, руски, пруски, жемайтийски, мазовски и на други“. Така през този период официалното название на държавата на рутенски език е „Велико княжество литовско, руско, жемайтийско и друго [обхващащо още други земи]“.
След Люблинската уния и присъединяването на днешна Украйна към Полша (1569 г.) държавата започва да се нарича само Велико княжество Литовско, макар че владетелят продължава да се титулува велик княз литовски, руски, пруски, жемайтийски, мазовски, а след присъединяването на Ливония през 1561 г. – и ливонски.
В официалните документи за обозначаване на държавата се използват наименованията „Велико княжество Литовско“ (на български по-скоро Велико литовско княжество), „господарство“ или „панство“. Терминът „Жечпосполита“ е използван както само за Великото литовско княжество, така и като название на цялата Полско-литовска държава.
На латински език името е изписвано като Magnus Ducatus Lituaniae, а на полски език като Wielkie Księstwo Litewskie.
През XIV–XV век се среща понятието „Литовска Рус“(на руски език) в противовес на понятието „Московска Рус“ (сродно на Киевска Рус).
В руската историография за обозначаване на държавата широко се използва терминът „Литовско-руска държава“.

## История
Създадена от литовците през втората половина на XIII век, тя присъединява обширни територии от разпадналата се Киевска Рус. При най-голямото си разрастване през XV век тя включва територията на съвременната Литва, Беларус, и части от Полша, по-голямата част от Украйна, крайната западна част на Русия, малки части от Полша (Подлясия) и Молдова (Приднестровие). Територията княжеството е около 1 млн. km², населени с 3,8 до 8 млн. души от различни етноси в различни периоди. Столицата е разположена първо в Кернаве (хипотетично), а по-късно във Вилнюс (от 1322/1323 г.).
През 1386 г. Великото литовско княжество влиза в лична уния с Кралство Полша, която с известни прекъсвания съществува до края на 18 век. През 1569 г. влиза в състава на Жечпосполита. Официален език е източнославянският рутенски език (близък до беларуски език и украински език), като в кореспонденцията с европейските страни се използва латински. След унията официален език става полският.

### Основаване
Първите писмени сведения за Литва датират от 1009 г. от Кведлинбургските анали. През XII век славянските хроники споменават Литва като една от областите, нападани от русите. Литовците първоначално плащат васален данък на Полоцк, но скоро започват да се организират и да предприемат малки нападения. В периода 1180 – 1183 г. ситуацията започва да се променя и литовците организират значителни военни офанзиви в славянските земи. Сред тях са Полоцкото княжество и Псков, като в даден момент дори застрашават Новгород. Бързото развитие на военните офанзиви бележи консолидирането на литовските земи в Аукщайтия.
Ливонският орден и Тевтонските рицари (военни ордени) се установяват в Рига и Прусия в началото на XIII век. С това се разпалват войни между тях и литовците. Тези християнски ордени представляват значителна заплаха за езическите балтийски племена и още повече подбуждат създаването на литовска държава. През 1219 г. е подписан мир, който довежда до коопериране между Литва и Жемайтия, тъй като и двете страни са изправени пред общ враг. В него са споменати 21 литовски князе. От тях, вероятно с най-голяма власт е Живинбуд. Формалното признаване на общите интереси и установяването на йерархия сред подписалите договора предвещава основаването на държавност.

### Кралство Литва
Южнолитовският княз Миндовг е сред князете, споменати в мирния договор. Ливонските хроники докалдват, че към 30-те години на 13 век Миндовг вече разполага с върховна власт над цяла Литва. През 1236 г. Жемайтия под ръководството на Викинт побеждава Ливонския орден в битката при Сауле. Орденът е принуден да стане клон на Тевтонските рицари, при което земите на Жемайтия се превръщат в основна мишена и за двата ордена. Битката предоставя възможност на Литва да предприеме атаки срещу рутенските провинции, анексирайки Навахрудак и Хродна.
През 1248 г. избухва гражданска война между Миндовг и племенниците му Товтивил и Едивид. Мощната коалиция срещу него включва също Ливонския орден, Даниил Галицки и Василко Романович. Възползвайки се от вътрешната борба за власт, Миндовг решава да се съюзи с Ливонския орден, обещавайки им, че ще приеме християнството и ще им даде западните части на Литва взамяна на военна помощ срещу противниците му и кралската корона. През 1251 г. той е покръстен и папа Инокентий IV издава була, провъзгласяваща създаването на Кралство Литва. След като приключва гражданската война, Миндовг е коронясан за крал на Литва на 6 юли 1253 г., започвайки десетилетие на мир. По-късно той отхвърля християнството и се връща към езичеството. Опитва се да разшири влиянието си до Полоцк и Пинск. Тевтонските рицари използват този период, за да подсилят позицията си в Ливония и Жемайтия, но търпят поражения в битките при Шоден през 1259 г. и Дурбе през 1260 г. Това дава повод на покореното население в Жемайтия да въстане срещу рицарите.
Окуражаван от Тройнат, Миндовг нарушава мира с Ливонския орден. Той се стреми да обедини всички балтийски племена под литовска власт. Тъй като военните му кампании не се оказват успешни, взаимоотношенията между Миндовг и Тройнат се влошават. Така, Тройнат с помощта на княза Довмонт Псковски убива Миндовг и двамата му сина през 1263 г. С това държавата изпада в период на вътрешни борби за власт.

### Възход на Гедиминовичите
В периода 1263 – 1269 г. Литва е управлявана от трима велики князе – Тройнат, Войшелк и Шварн. Тя обаче не се разпада, а с идването на власт на Тройден през 1269 г. литовският контрол над Черната Рус се засилва. Той влиза в сражение срещу Ливонския орден, спечелвайки битката при Карусе през 1270 г. и битката при Ашераден през 1279 г. Съществуват неясноти относно самоличностите на великите князе на Литва от смъртта му през 1282 г. до идването на власт на Витен през 1295 г. Междувременно, Тевтонските рицари покоряват различни балтийски племена. През 1291 г. Ливонският орден окончателно завладява Жемайтия – последният останал балтийски съюзник на Литва. Това позволява на ордените да насочат цялото си внимание към Литва. Буферната зона от балтийски племена между тях вече е изчезнала.
Гедиминовичите управляват великото княжество в продължение на повече от век, като Витен е първият владетел от тази династия. По време на управлението му, Литва се впуска в продължителна война с ордените, Кралство Полша и Рутения. Витен участва в споровете за наследство в Полша, подкрепяйки Болеслав II Мазовецки, който е женен за литовската княгиня Гаудемунда. В Рутения Витен успява да си върне земите, загубени след покушението срещу Миндовг, и завзема княжествата Пинск и Туров. В борбата си срещу ордените, Витен се съюзява с гражданите на Рига. Подсигуряването на позициите му в Рига развива търговията и предоставя база за по-нататъшни военни кампании. Около 1307 г. важният търговски център Полоцк е превзет с военна сила. Витен започва строителството на мрежа от отбранителни замъци по крайбрежието на река Неман. Постепенно тя се развива в основната отбранителна линия срещу тевтонците.

### Териториално разрастване
Разрастването на държавата достига своя връх при управлението на великия княз Гедимин, който създава силно централно правителство и империя, която се разпростира от Балтийско море до Черно море. През 1320 г. повече от княжествата на западните русини или са анексирани, или стават васали на Литва. На следващата година Гедимин превзема Киев и изпраща последният му владетел, Станислав, в изгнание. През 1323 г. Гедимин премества столицата на страната от Тракай във Вилнюс.
Литва се намира в добра позиция да покори западните и южните части на бившата Киевска Рус. Докато почти всяка друга държава около Литва е под жестоките нападения на монголците, ордите им се спират при земите на днешен Беларус и територията на великото княжество остава незасегната. Слабият контрол, който упражняват монголците над покорените земи, позволява разрастването на Литва да се ускори дори още повече. Русинските княжества така и не са включени в състава на Златната орда, поддържайки васални взаимоотношения с нея и известна степен на независимост. Литва анексира някои от тези области като васали чрез дипломация, тъй като те предпочитат да бъдат управлявани от великото княжество, отколкото от монголците или от Великото московско княжество. Такъв е случаят с Новгород, който много често попада в литовската сфера на влияние и в крайна сметка става зависим от литовското княжество. Литовците упражняват контрол над града, тъй като той се опитва да избегне властта на Москва. Такива взаимоотношения обаче могат да бъдат много крехки.
Великото литовско княжество успява да удържи на монголските набези и да подсигури териториалните си придобивки. През 1333 г. и отново през 1339 г. литовците побеждават монголските войски, които се опитва да си възвърнат Смоленск. През 1362 г. войските на великото княжество побеждават Златната орда в битката при река Сини Води. През 1390 г. Литва се съюзява с Русия, за да победи Златната орда в Куликовската битка. С това господството на монголците в района започва да постепенно да чезне. Към 1387 г. Молдова става васал на Полша и, в широк смисъл, на Литва. По това време литовците вече са завладели територии от Златната орда чак до река Днепър. През 1398 г. Литва нахлува в северните части на Крим и спечелва решителна победа срещу монголците. Следва сражение при река Ворскла през 1399 г., но там литовците претърпяват поражение.

### Лична уния с Полша
През 1387 г. Литва е християнизирана под лидерството на Владислав II, който лично превежда християнски молитви на литовски език. Братовчед му, Витовт, построява множество католически църкви и заделя енорийски земи из страната. При управлението на Витовт, който управлява в периода 1392 – 1430 г., страната достига разцвета си. Той се превръща в един от най-известните владетели на княжеството. Преди да стане велик княз, той е принц на Хродна (1370 – 1382) и принц на Луцк (1387 – 1389). Той е син на Кейстут, чичо на Владислав II.
През 1410 г. Витовт командва силите на литовското княжество в битката при Грюнвалд. Тя завършва с решителна полско-литовска победа срещу Тевтонския орден. Войната на Литва срещу военните ордени, продължила над 200 години, най-накрая приключва. Витовт подкрепя икономическото развитие на държавата и въвежда множество реформи. Под неговото ръководство Великото литовско княжество постепенно се централизира, докато местните управници, които са лоялни към княза, заместват принцовете с династични връзки към трона. Тези управници са богати земевладелци, които образуват основата на литовското благородничество.
Бързото разширяване на влиянието на Великото московско княжество скоро го поставят в позиция, сходна с тази на Литва. След анексирането на Новгород през 1478 г., Москва се откроява като мощна държава в Североизточна Европа. В периода 1492 – 1508 г. Иван III допълнително консолидира московската власт, спечелвайки победа в ключовата Ведрошка битка срещу литовците, като по този начин завзема някои от исторически земи на Киевската Рус като Чернихив и Брянск.
На 8 септември 1514 г., съюзените сили на Литва и Полша под командването на Константин Острожки влизат в сражение при Орша срещу московските войски на Иван Челядин. Битката е част от дълга поредица московско-литовски войни, които се водят от руските владетели, целящи да завземат бившите земи на Киевската Рус. В битката, полско-литовската армия от 30 000 души успява да победи 80 000 московски войници, пленявайки командира им. И докато битката се счита за една от най-големите литовски победи, московците в крайна сметка надделяват във войната. По силата на договор от 1522 г., Великото литовско княжество отстъпва големи територии.

### Жечпосполита
Войните с Тевтонския орден, загубата на територии покрай войните с Москва и продължителното напрежение започват да застрашават съществуването на литовската държава. Така, Литовското княжество се оказва принудено да се съюзи още повече с Кралство Полша под формата на дуалистична федеративна държава – Жечпосполита. Основата ѝ е положена с Люблинската уния от 1569 г. През периода на унията много от териториите, които преди са се управлявали от Великото литовско княжество, попадат под контрола на Кралство Полша, докато постепенният процес на полонизация бавно поставя Литва под полско превъзходство. Литовското княжество запазва много от правата си в държавата до провъзгласяването на конституцията на Жечпосполита през 1791 г.

### Поделби
След поделбите на Жечпосполита, повечето от земите на бившето велико княжество са анексирани директно от Руската империя, а останалата част – от Прусия. През 1812 г., малко преди френското нахлуване в Русия, бившето литовско княжество се вдига на бунт срещу руснаците. Скоро след като пристига във Вилнюс, Наполеон обявява създаването на временно правителство в Литва, което от своя страна възстановява Полско-литовската уния. Тази уния така и не е формализирана, тъй като само половин година след това Великата армия на Наполеон е изтласкана от Русия и принудена да се изтегли на запад. През декември 1812 г. отново е завзет от руските войски, с което окончателно се слага край на плановете за възстановяване на Великото литовско княжество. Аугустовското войводство (по-късно губерния), включващо териториите около Мариямполе и Калвария, е включено в състава на Конгресна Полша, която вече се намира в лична уния с Русия.

## Официален език
В официалните документи на Великото литовско княжество се използват различни езици, в зависимост от историческия период и тяхното предназначение. Това са рутенски, полски и в по-малка степен, главно за дипломатически цели – латински и немски.

## Население
Към 1260 г. литовците във великото княжество съставляват мнозинство – 67,5% от 400 000 души. С придобиването на Рутения през 1340 г. обаче съотношението им спада до 30%. По времето на най-голямото разширение на княжеството към земите на Киевската Рус към края на 13 век и началото на 14 век, територията на Великото литовско княжество е 800 – 930 хил. km2 и е населявана от едва 10 – 14% етнически литовци.
Оценката на населението на териториите на Полша и Великото литовско княжество заедно дава численост от 7,5 милиона души към 1493 г. От тях, 3,75 милиона са рутени (етнически украинци и беларуси), 3,25 милиона са поляци и едва половин милион са литовци. Със зачестяването на руските и шведските нашествия през 17 век, Великото литовско княжество претърпява голяма загуба на население, включително на етнически литовци около Вилненското войводство. Населението в Рутения също намалява и към 1770 г. на територия от 320 хил. km2 вече живеят 4,84 милиона души, мнозинството от които в Рутения. Около 1,39 милиона или 29% са етнически литовци.

## Административно деление
Административна структура на Великото литовско княжество (1413 – 1564):
| Войводство (Палатинатус)   | Основаване     |
| -------------------------- | -------------- |
| Вилненско войводство       | 1413 г.        |
| Трокско войводство         | 1413 г.        |
| Новогрудско войводство     | 1507 г.        |
| Бжешчколитевско войводство | 1566 г.        |
| Подляско войводство        | 1514 г.        |
| Минско войводство          | 1566 г.        |
| Смоленско войводство       | 1508 г.        |
| Мшчиславско войводство     | 1569 г.        |
| Полоцко войводство         | 1504 г.        |
| Витебско войводство        | 1511 г.        |
| Киевско войводство         | 1471 г.        |
| Волинско войводство        | 1564 – 1566 г. |
| Брацлавско войводство      | 1564 г.        |
| Княжество Жемайтия         | 1413 г.        |
| Княжество Ливония          | 1561 г.        |

## Велики князе
Великите князе (на литовски: Didysis Kunigaikštis;; на полски: Wielki książе) на Литва:
Kiernus 11 век
Kukowoyt 11 век
Dowsprunk ? – 1213
Steksys 1214
Ryngold 1214 – 1219
Скирмунт 1219 – след 1241
Giligin след 1241 – 1246
Миндовг (Mindoǔh, Mindaugas) 1246 – 1254, крал 1254 – 1258
Войшалк (Vojšalk, Vaišelga, Vaishyalga, Vaišalgas, Vaišvilkas) 1254, 1258 – 1263
Трайнут (Traniata, Treniota) 1263 – 1264
Шварно (Švarn, Švarnas, Ioann) 1264 – 1267
Волк (Roman Ruski) 1268 (1267) – 1270
Трайден (Traidenis) 1270 – 1281 (1282)
Наримонт (Narimantas) 1281?
Даумонт (Daǔmont, Daumantas) 1281 – 1285
Будикид (Butigeidis) 1285 – 1291
Пукувер Будивид (Putuver, Pukuwer, Butvydas) 1283 (1291) – 1293
Витен (Witenes, Vytenis) 1293 – 1316
Гедимин (Giedymin, Gediminas) 1316 – 1341, крал
Евнут (Jaǔnut, Jewnut, Jaunutis) 1341 – 1345
Олгерд (Olgierd, Algirdas) 1345 – 1377
Йогайла (Władysław II Jagiełło, Jogaila) 1377 – 1381, 1382 – 1392, крал на Полша
Кейстут (Kiejstut, Kęstutis) 1381 – 1382
Скиригайло (Skirgiello, Iwan) 1386 – 1392
Витовт (Vitaūt, Witold Wielki, Vytautas) 1392 – 1430
Свидригайло (Świdrygiełło, Švitrigaila) 1430 – 1432
Сигизмунд Кейстутович (Žyhimont I Kejstutavicz, Zygmunt Wojdat, Sigismond Korybut, Žygimantas I Kęstutaitis) 1 септември 1432 – 1440
Кажимеж IV Ягелончик (Kazimierz IV Jagiellończyk, Kazimieras I Jogailaitis) 1440 – 1492, крал на Полша 1444/1447 – 1482
Александър Ягелончик (Alaksandr, Aleksander Jagiellończyk, Aleksandras II) 1492 – 1506, крал на Полша 1501 – 1506
Зигмунт I Стари (Žyhimont II Stary, Zygmunt I Stary, Žygimantas II Senasis) 1505 – 1548, крал на Полша
Зигмунт II Август (Žyhimont III Aǔhust, Zygmunt II August, Žygimantas III Augustas) 1545 – 1572, крал на Полша 1548 – 1572